# Історія російської мови
Історія російської літературної мови — формування та перетворення російської мови, яка використовується в літературних творах .
У XVIII–XIX століттях цей процес відбувався на тлі протиставлення російської мови, якою говорив народ, французькій — мові дворян. Починаючи з 40-х років XVIII століття французька мова стала основною при російському імператорському дворі: це була мова публічного простору двору, виконувала не тільки представницькі функції, але також була мовою повсякденного, сімейного спілкування царської сім'ї, придворних та вищих чиновників імперії. Так кошовий отаман Антін Головатий, перебуваючи на рауті у Катерини II, «журився серцем, що при самому дворі російської імператриці чув російських вельмож, які розмовляють не з іноземцями, але між собою, росіянин з росіянином, французькою мовою!...». У «Розташуванні вчень» (рос. Расположение учений) Петра II говориться про те, що нові або так звані живі мови використовуються у поводженні; знання їх вважається прикрасою; на першому місці за вживанням знаходяться німецька та французька. Вплив французької мови яскраво відображено у «Війні і мирі» та «Анні Кареніній» Лева Толстого, де персонажі з російської аристократії розмовляють французькою та називають себе французькими іменами.
Класики російської літератури активно досліджували можливості російської мови і створювали нові мовні форми. Вони придумували теорії про багатство російської мови та її переваги порівняно з іншими мовами. На цьому ґрунті неодноразово виникали суперечки, зокрема між західниками та слов'янофілами. У радянські часи придумали теорію, що російська мова — мова будівників комунізму. У період правління Сталіна проводилася кампанія боротьби з космополітизмом в літературі.
Історію російської літературної мови російські історики ділять на три періоди: давньоруський період (XI—XIV / XVI століття), коли була створена давньоруська література, однак у цей період самої російської держави ще не існувало. Найбільший вплив на розвиток російської мови зробила північно-східна частина країни (князівства Владимирське, Суздальське, Ростовське, Московське, Білозерське, Тверське, Муромське та ін.)
Період об'єднання (XVI—XVIII століття), відомий також як «московський період», в якому зусилля Московського князівства призвели до створення загальноросійської літератури.
Сучасний період (з кінця XVIII та початку XIX століття), в якому російська літературна мова була остаточно сформована.
Російська мова, як і більшість європейських мов, перебувала під сильним впливом інших мов. Це були: староскандинавська, староцерковнослов'янська, грецька, татарська, польська, німецька, французька та англійська.

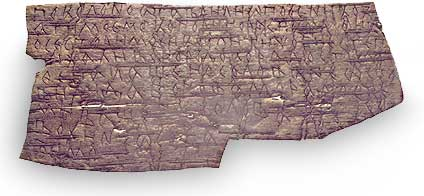
Діти Новгорода 14 століття були достатньо освіченими, щоб писати один одному листи на Давньоновгородському діалекті.

Поширення писемності на Русі, що призвело до створення російської літературної мови, зазвичай пов'язують з Кирилом та Мефодієм.
Так, у древньому Новгороді та інших містах в XI—XV ст були в ходу берестяні грамоти. Більшість зі збережених берестяних грамот — приватні листи, що носять діловий характер, а також ділові документи: заповіти, розписки, купчі, судові протоколи. Також зустрічаються церковні тексти, літературні та фольклорні твори (змови, шкільні жарти, загадки, настанови по домашньому господарству), записи навчального характеру (абетки, шкільні вправи, дитячі малюнки та кривулі).
Церковнослов'янська писемність, введена Кирилом і Мефодієм у 862 році, ґрунтувалася на старослов'янській мові, яка своєю чергою походить від південнослов'янських діалектів. Літературна діяльність Кирила і Мефодія полягала в перекладі книг святого Письма Нового і Старого завіту. Учні Кирила і Мефодія переклали на церковнослов'янську мову з грецької велику кількість релігійних книг. Деякі дослідники вважають, що Кирило і Мефодій ввели не кирилицю, а глаголицю, а кирилиця була розроблена їх учнями.
Церковнослов'янська мова була мовою книжною, а не розмовною, мовою церковної культури, яка поширилася серед багатьох слов'янських народів. Церковнослов'янська література поширилася у західних слов'ян (Моравія), південних слов'ян (Болгарія), в Валахії, частинах Хорватії та Чехії і, з прийняттям християнства, на Русі. Оскільки церковнослов'янська мова відрізнялася від розмовної російської, церковні тексти при листуванні видозмінювались. Переписники підправляли церковнослов'янські слова, наближаючи їх до російських, приносячи особливості місцевих говірок.
Російська літературна мова є відносно спорідненою з церковнослов'янською мовою, слова церковнослов'янського походження складають ледь не половину всього словникового запасу російської мови.